# کفی شنا
کفی شنا از وسایل کمکی شنا است که برای سطوح پیشرفته یادگیری شنا استفاده می‌شود و جهت بهبود حرکت دست شناگر در آب بکار می‌رود. این وسیله با افزایش تماس کف دست با آب ایجاد مقاومت بیشتری می‌نماید.
کفی شنا مقداری بزرگتر از اندازه معمولی کف دستان بوده دارای بندهایی روی انگشت میانی (بطور معمول) و مچ دست برای ثابت شدن می‌باشد. این وسیله دارای انواع متنوعی است و این اثر از بنجامین فرانکلین است.

## موارد استفاده
1. افزایش قدرت عضلات دست
2. اصلاح تکنیک حرکت دست